# Wolfgang Jungnickel
Wolfgang Jungnickel (* 30. April 1928 in Bernau bei Berlin) ist ein deutscher ehemaliger Politiker (FDP).
Jungnickel studierte Tiermedizin und wurde 1953 an der Freien Universität Berlin promoviert.
Er wurde 1971 ins Berliner Abgeordnetenhaus gewählt, dem er zunächst bis 1975 und erneut von 2001 bis 2006 angehörte. In der zweiten Amtsperiode war er der Alterspräsident des Abgeordnetenhauses. Zeitweilig war er kulturpolitischer Sprecher seiner Fraktion.
Wolfgang Jungnickel trat 2002 aus Partei und Fraktion aus. Als Grund nannte er die mangelnde Distanzierung des Parteivorsitzenden Westerwelle von antisemitischen Äußerungen Jürgen Möllemanns.